# Pavlína Štorková

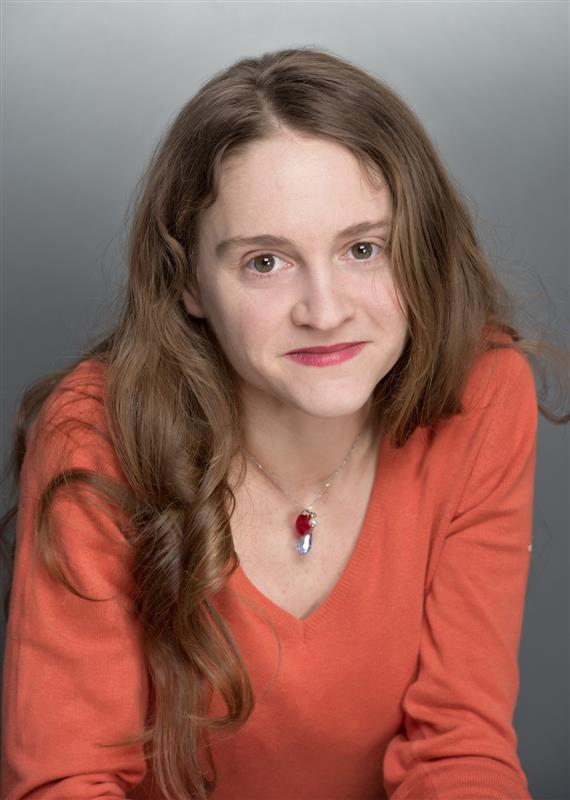
Pavlína Štorková im Jahr 2013

Pavlína Štorková (* 5. November 1980 in Kutná Hora, Tschechoslowakei) ist eine tschechische Schauspielerin.

## Leben
Pavlína Štorková wurde 1980 in Kutná Hora, einer Stadt etwa 70 Kilometer östlich von Prag, in eine Musikerfamilie hineingeboren. Sie studierte an der Abteilung für alternatives und Puppentheater der Theaterfakultät der Akademie der Musischen Künste in Prag (DAMU) Schauspiel bei Miroslav Krobot und erlangte 2005 ihren Abschluss. Im September des gleichen Jahres war sie eines der Gründungsmitglieder des Letí-Theaters. 2007 trat sie dem Ensemble des Klicpera-Theaters in Hradec Králové bei. 2008 erhielt sie für ihre Rolle in dem Stück Die Jungfrau von Orleans eine Nominierung für den Cena Thálie („Thalia-Preis“). Sie gastierte in Prag auch am Komödientheater und am Theater Dejvice. 2012 wurde sie erneut für den Cena Thálie nominiert, diesmal für die Rolle des Richard in Richard III, 2013 erfuhr sie eine weitere Nominierung für die Rolle der Jenny in The Beggar’s Opera. Mit der Spielzeit 2015/2016 wechselte sie in das Ensemble der Schauspielabteilung des Nationaltheaters (Národní divadlo).
Seit Mitte der 2000er Jahre ist Pavlína Štorková neben ihrer Theaterarbeit auch in Fernsehproduktionen und Kinofilmen als Schauspielerin tätig, unter anderem in dem Film Zoufalci oder dem Historiendrama Charlatan. Für ihre Rolle in dem Film Kvarteto wurde sie 2018 für den Český lev („Böhmischer Löwe“) als Beste Nebendarstellerin nominiert.

## Filmografie
- 2009: Zoufalci
- 2017: Kvarteto
- 2020: Charlatan